# Ixtacuayo
Ixtacuayo är en ort i Mexiko.   Den ligger i kommunen Atlapexco och delstaten Hidalgo, i den sydöstra delen av landet, 200 km norr om huvudstaden Mexico City. Ixtacuayo ligger 415 meter över havet och antalet invånare är 151.
Terrängen runt Ixtacuayo är huvudsakligen kuperad, men norrut är den platt. Runt Ixtacuayo är det ganska tätbefolkat, med 199 invånare per kvadratkilometer. Närmaste större samhälle är Huejutla de Reyes, 9,3 km norr om Ixtacuayo. Omgivningarna runt Ixtacuayo är en mosaik av jordbruksmark och naturlig växtlighet.